# マーサズ・ヴィニヤード

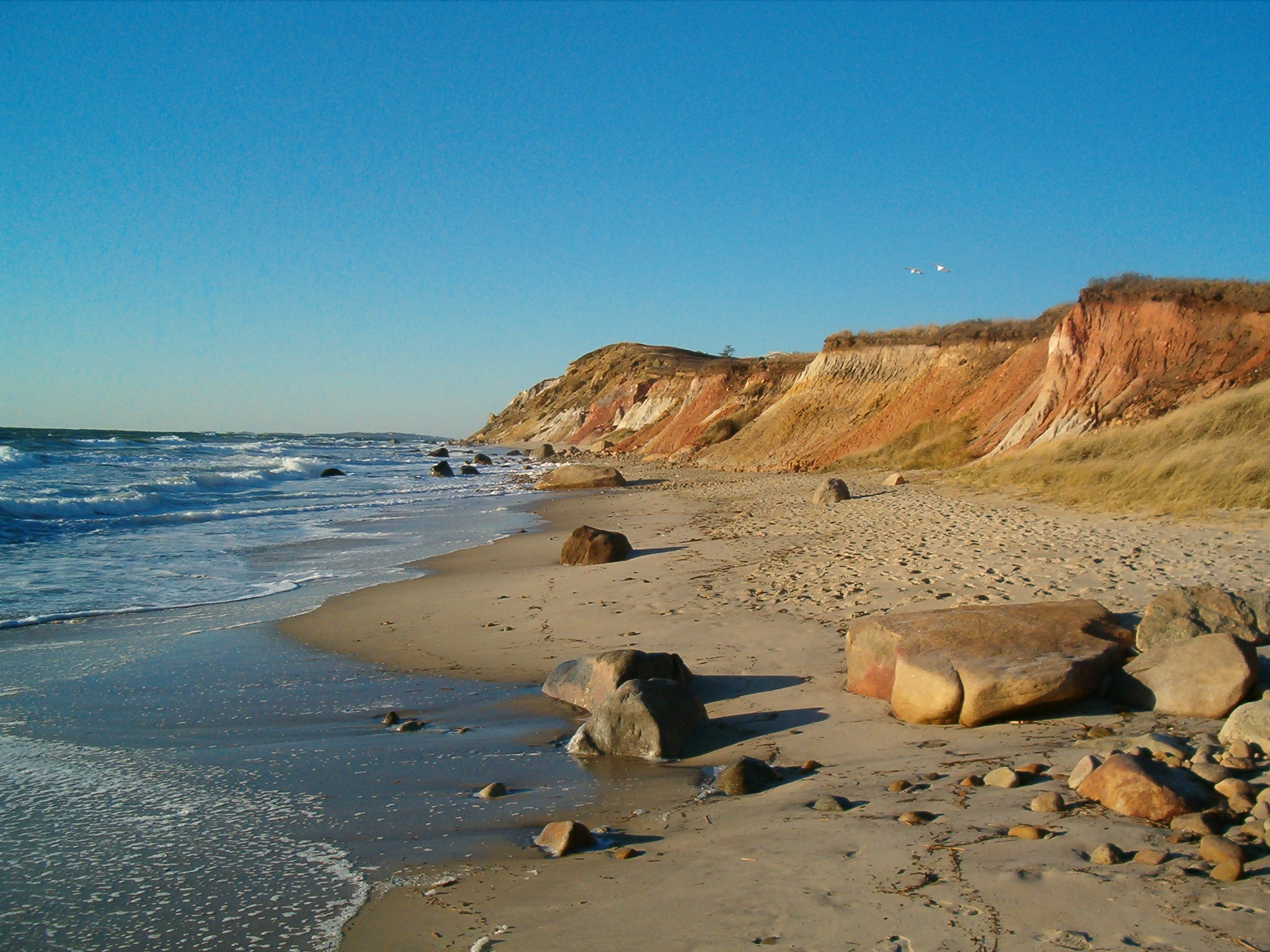
ゲイヘッドの断崖

マーサズ・ヴィニヤード（英: Martha's Vineyard, the Vineyard）は、アメリカ合衆国マサチューセッツ州デュークス郡に属する、面積231.75 km2（近くのチャパキディック島を含む）の島である。マーサズ・ビンヤードとも表記する。

## 概要
ケープコッドの南海岸沖にあり、ケープコッドからマーサズ・ヴィニヤード島を経てニューヨーク州のロングアイランドまでの列島を自然科学者はアウターランズ（英: Outer Lands）と呼ぶ。ヴィニヤードは、ケープコッドやエリザベス諸島南岸から比較的近い距離に浮かぶため、肉眼で容易に確認することができる。デュークス郡には他にカティハンク島を初めとしたエリザベス諸島、およびノーマンズランド島が含まれている。
この島は第一に「サマーコロニー」として知られ、船か飛行機を使ってのみ行き来できる。それにも関わらず一年を通した人口は1960年代以降急速に増え続けた。マーサズ・ヴィニヤード委員会の研究によれば、この島での生活費はアメリカ合衆国平均よりも60%高く、住居費は96%高い。
マーサズ・ヴィニヤード島は早くから聴覚障害者（聾者）の社会の一つとして知られ、マーサズ・ヴィニヤード・サインランゲージと呼ばれる特殊な手話が用いられている。

## 歴史

### 探検
元々、そして今も、先住民族のワンパノアグ族が住んでおり、マーサズ・ヴィニヤードは彼らの言葉で、Noepeすなわち「流れの中の陸地」と呼ばれていた。1602年にこの島に船で来たイギリス人探検家バーソロミュー・ゴスノルドによってマーサズ・ヴィニヤードと名づけられた。ゴスノルドの義母と幼児の時に死んだ2番目の子供の二人がマーサという名前だった。その娘はイギリスのサフォーク州ベリー・セントエドムンズにあるセントジェイムズ教会（現在はセントエドムンズベリー大聖堂）で洗礼を受け、セントメアリーズ教会と大聖堂の間にあるベリー・セントエドムンズ修道院の前の大教会墓地に埋葬された。
島の最初の名前は、ゴスノルドが来航した時の船の船長ジョン・マーチンに因んで、「マーチンズ・ヴィニヤード」であり、島の人々は1700年代までこの名で呼んだ。アメリカ合衆国地名局が19世紀遅くに、地名の綴りについてアポストロフィを落とすことも含め標準化を図った。このときにMartha's Vineyardは公式にMarthas Vineyardに変えられたが、地名局は20世紀早くにその決定を元に戻し、Martha's Vineyardは今日のアメリカ合衆国の地名でアポストロフィを有する珍しいものになった。

### 植民地時代
イギリス人の開拓はマサチューセッツ湾植民地ウォータータウンのトマス・メイヒューがマーサズ・ヴィニヤード島、ナンタケット島およびエリザベス諸島を購入したときに始まった。メイヒューは2人のイギリス人所有者と折り合いを付けた。メイヒューはその生涯を通じて島のワンパノアグ族と友好的な関係を築いた。これは先住民の土地に対する権利にも敬意を払うことに注意深かったからである。メイヒューの息子が、名前はやはりトマスであるが、1642年にグレートハーバー（後のエドガータウン）に最初のイギリス人開拓地を造った。
トマス・メイヒュー・ジュニアは、近くに住むインディアン、ハイアクームとの付き合いを始め、結果としてハイアクーム一家のキリスト教への改宗にも成功した。最終的には種族の多くが改宗した。この中にはポーウォーズ（精神的な指導者）と酋長（政治的な指導者）も含まれていた。これはプロテスタントの歴史で最初に異文化に伝道した成功例であった（ジョン・エリオットが本土で伝道を始めたのはこの数年後である）。多くの資料によれば、メイヒューのやり方は、その頃そして後世の伝道に付き物の文化的帝国主義とははっきり無縁であった。17世紀後半のフィリップ王戦争のとき、マーサズ・ヴィニヤードの先住民族は蜂起に加わった関係有る種族と共同歩調を採らなかったが、武装は解かなかった。これは、イギリスの植民地指導者としてメイヒューが培った良好な先住民族との付き合いの証となった。
トマス・メイヒュー・ジュニアは、1657年にイングランドに向かう途中で死去した。旅立つ前に別れの挨拶をした場所には、ワンパノアグ族によって作られた石碑が今も残っている。父親のメイヒューはイギリスの先住民に対する伝道の役割を引継ぎ、メイヒュー家は後の3世代にわたってこの任務を続けた。
メイヒューが造り、ベンジャミン・フランクリンの祖父ピーター・フォルガーが教えた先住民の学校は、ハイアクームの息子を含み、ハーバード大学では初めての先住民卒業生を送り出した。この卒業生はワンパノアグ語、英語、ヘブライ語およびラテン語の読み書きができた。ただし、初期の先住民卒業生は卒業後に若死にする者がほとんどだった。しかし、この島にはイギリス人の教会で説教できる原住民の説教師が絶えることはなかった。
1683年、デュークス郡が創設されマーサズ・ヴィニヤード島も含まれることになった。1691年、全郡は新しく出来たマサチューセッツ直轄植民地の管轄に移され、デュークス郡とナンタケット郡に分割された。

### 19世紀
近くのナンタケット島と同様に、マーサズ・ヴィニヤード島は19世紀に捕鯨業の基地として栄え、鯨油と脂肪を求めて捕鯨船を世界中に送り出した。ペンシルベニア州で石油が発見され、照明用油が安く手に入ることになったために、1870年代までに捕鯨業はほぼ完全に崩壊した。本土のウッズホールまでオールド・コロニー鉄道が開設されると、夏を島で過ごす人々が増えていった。世界恐慌の時に、この島も財政的に苦しい時代を迎えたが、観光客と裕福な人々のためのリゾートという評判が高まっていった。マーサズ・ヴィニヤードには、現在でもかなりの数のワンパノアグ族の人々が、主にアキンナーの町に住んでいる。アキンナー（ワンパノアグ語で丘の下の土地という意味）は以前ゲイヘッドと呼ばれていたが、最近元の先住民の名前に改称された。

### 現代
言語学者ウィリアム・ラボフは英語のマーサズ・ヴィニヤード方言の変遷について論文を書いた。この1963年の研究は社会言語学の基礎において影響力のある仕事と認められている。
1969年7月18日に、ロバート・ケネディ司法長官の選挙スタッフであったメアリー・ジョー・コペクニを乗せたエドワード・ケネディ上院議員（ロバートの弟）の車がダイク橋から落下する事故が起きた。コペクネを死なせてしまったにもかかわらず、飲酒運転をしていたケネディが現場から逃亡したため、チャパキディック事件として世界の話題を呼んだ。その橋はチャパキディック島（マーサズ・ヴィニヤードに繋がる小さな島でエドガータウンの一部）のポカ池の上に架かっていた。この橋は歩道橋として歩行者や自転車の通行のために作られており、非常事態に緊急車両は通行できた。近年、橋が再建されて通行証のある4輪駆動車が通行を許可されている。
1970年11月23日、アキンナーの西の大西洋上でリトアニア国籍でソビエトの船員シマス・クディルカが、ソビエト船からアメリカ沿岸警備隊のカッターに飛び込んで合衆国への亡命を図った。沿岸警備隊の第一管区司令ウィリアム・エリス少将はKGBエージェントの乗船とクディルカの逮捕を許したため、統一軍事法典違反として処分された。
1974年、スティーヴン・スピルバーグは、映画「ジョーズ」をマーサズ・ヴィニヤードで撮影した。スピルバーグは、島の先住民クリストファー・リベロをブロディ署長（ロイ・シャイダー）の長男マイケル・ブロディに、ジェイ・メローを次男ショーン・ブロディの役に選んだ。他にも多くの先住民がエキストラとして映画に登場した。ジョーズ2とジョーズ'87 復讐篇もこの島で撮影された。2005年6月、島ではジョーズ30周年を祝い、週末のジョーズ祭りを催した。
1977年に選挙区の再分配で苦悩したマーサズ・ヴィニヤードは、ナンタケット島とともにマサチューセッツ州から脱退し、全米51番目の州になろうとした。
1982年3月5日、ジョン・ベルーシはカリフォルニア州ロサンジェルスで薬物の過剰摂取により死去し、4日後にマーサズ・ヴィニヤードのチルマークにあるエイベルズヒル墓地に葬られた。彼の墓標には、「私は行ってしまうかもしれないが、ロックンロールは生き続ける」と書かれている。彼の墓を訪れる者が多く、墓荒らしの恐れがあったので、遺骸は墓地内の別の場所に移葬された。墓参者は絶えず、夏の間にビールの缶が散乱するので、ベルーシの別の「印」となっている。
マーサズ・ヴィニヤードは、ビル・クリントン元大統領が妻のヒラリーと娘のチェルシーと共に、就任中に夏の休暇を過ごすことで世界的な注目を集めた。クリントンは最近の島の評判を高めたが、1800年代、時の大統領ユリシーズ・グラントも夏の訪問者であり、オークブラフスのメソジストのキャンプ場にあるジンジャーブレッド・コテージに滞在した。

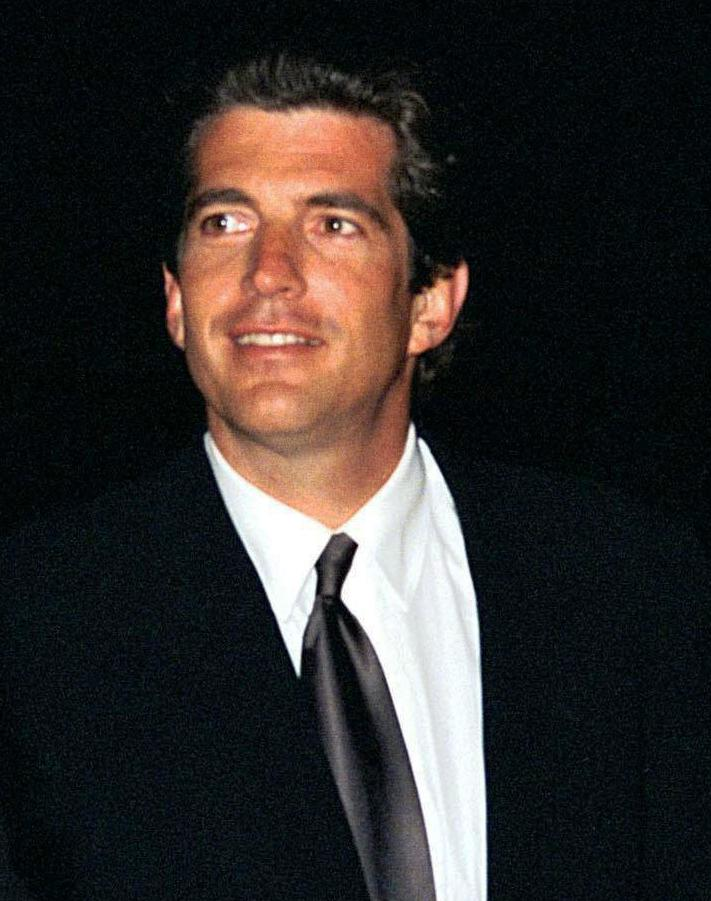
ジョン・フィッツジェラルド・ケネディ・ジュニア

1999年7月16日、マーサズ・ヴィニヤードの海岸沖で小さな飛行機が墜落し、ジョン・フィッツジェラルド・ケネディ・ジュニアとその妻キャロリン・ベセット＝ケネディと妻の姉ローレン・ベセットと共に死去した。ケネディの母で元ファーストレディであるジャクリーン・ケネディ・オナシスは1994年に死去するまで、アキンナーの家に起居していた。
2000年の夏、野兎病が発生して1人が死亡し、野兎病菌噴霧の潜在的調査地点として島を試験しようとしていたアメリカ疾病予防管理センターの興味をそそることになった。次の年の夏、マーサズ・ヴィニヤードは芝刈り機から野兎病が発生した症例のある世界で唯一の場所となった。この研究はバイオテロの防止に役立つ可能性がある。

## 行政区分
マーサズ・ヴィニヤードは6つの町に分かれている。
- ティスベリー、この中にはヴィニヤード・ヘイブンの村が含まれる。島に入る乗客および貨物の主要港である。ウエストチョップ半島を含んでいる。
- エドガータウン、チャパキディック島とカタマを含む。その豊富な捕鯨伝説で有名であり、島で人口と面積が一番大きな町である。
- オークブラフス、住民、観光客双方に「パーティの中心」という評判がある。イーストチョップ半島を含んでいる。
- ウエストティスベリー、島の「アテネ」と呼ばれることがある。島の農業の中心である。毎年8月にはマーサズ・ヴィニヤード農業祭が開かれる。
- チルマーク、メネムシャの漁村を含む。田園と丘の多い地形である。
- アキンナー、元はゲイヘッド。ワンパノアグ族が住んでいる。

## 交通手段
マーサズ・ヴィニヤードはケープコッドの南海岸から約3.5マイル (6 km) の距離にある。ウッズホールから出るフェリーで行き来でき、他にもファルマス、ニューベッドフォード、ハイアニスおよびロードアイランド州のクォンセットポイントからフェリー便がある。6月から10月のシーズンには、ボストン、プロビデンス、ニューヨーク、フィラデルフィアおよびワシントンD.C.からマーサズ・ヴィニヤード空港まで空の定期便がある。プロビデンスのアムトラック駅からフェリー桟橋まではシャトル便が出ている。アムトラックからフェリーの経路は一年中運行している。

## 住人
地元の住人はマーサズ・ヴィニヤードのことを「岩」、「島」あるいは「ぶどう園」と呼び、島人のことは「島の住人」あるいは「ぶどう園の人」と呼ぶ。
年間を通した人口は比較的少ないが、島の日々の活動によく関わり大変行動的な市民となってきた。観光、過剰な開発、政治および他の多くの課題が地域社会の重大な関心となっている。観光収入に頼ることと、島の生態学および野生生物とのバランスを保つことが最優先事項となっている。季節によって富裕な観光客が流入することと対照的に、デュークス郡は合衆国の中でも最貧状態のままである。住民はこのような状況の中で上がってくる矛盾とストレスをバランスさせる資源を作り上げてきた。顕著なものとして、故ミルトン・メイザー博士が創設したマーサズ・ヴィニヤード委員会とマーサズ・ヴィニヤード社会サービスがあり、メイザー博士の著書「人々と窮状」(People and Predicaments) は将来を予知する貴重な資料となっている。
知名度の高い住人、映画俳優、政治家、小説家および芸術家が、マーサズ・ヴィニヤードの壊れやすい生態系に対する認識を高めるために、住民と一緒になって資金の募集や慈善興業を行って、地域社会の組織化やサービスを支援している。これらの活動の中で最大のものは、毎年開かれる可能な夢のオークションである。
「島」に住みあるいは頻繁に訪れる著名人はビル・クリントン元大統領、ヒラリー・クリントン上院議員、コメディアンでトークショーの司会者デイヴィッド・レターマンおよび音楽家のカーリー・サイモンである。また引退したニュース番組の総合司会者ウォルター・クロンカイトおよび「60 Minutes」のマイク・ウォレスはマーサズ・ヴィニヤードの夏の住人である。
バラク・オバマ元大統領一家も、大統領在任期間中から休暇を利用して島を訪れていたが、2019年、休暇中にレンタルしていた豪華な邸宅を購入した。
マーサズ・ヴィニヤードに家を構える国内の著名人に加えて、「島」は国内でも有名なユダヤ人家族の避暑地にもなってきた。島に夏の住まいを建てた最初のユダヤ人一家が来たのは、同じように富裕層向けの島であるナンタケット島に居つくことに失望した20世紀半ばのことであった。これに該当するのはローズンワルド家、フィルスベリー家、フライシュマン家、ティッシュマン家、シュルツバーガー家およびショイアー家がある。
マーサズ・ヴィニヤードは多くの芸術家や音楽家の居宅もある。例えば、エバン・ダンドー、マイティ・マイティ・ボストンズのティム・"ジョニーベガス”・バートン、レイ・エリス、ジェームス・テイラー、ウィリー・メイソン、アンバステッド、マイク・ニコルズ、ディアンヌ・ソーヤーおよびカフーツである。歴史家で作家のデイビッド・マッカローも島の住人である。小説家の故ウィリアム・スタイロンも島に住んだ。アカデミー主演女優賞を受賞したパトリシア・ニールは島に家を持っている。ポール・マッカートニーの家はエドガータウンにある。

## 見どころ

### ヴィニヤード・ヘイブン（ティスベリー、元ホームズ・ホール）
- 蒸気船局桟橋（一年中ウッズホールとニューベドフォードからフェリー便あり）
- オーウェン公園およびリージョン・フィールド
- タシュムー湖、タシュムー展望台とタシュムー広場を含む
- ヴィニヤード・ヘイブン港、マリーン鉄道を含む
- ザ・ラグーン
- ブラック・ドッグ（レストラン兼土産物店）、大邸宅、キャパウォック劇場
- ウエストチョップ、ウエストチョップ灯台とウエストチョップ森を含む

### オークブラフス（元コテージ・シティ）
- 蒸気船局桟橋（季節によりウッズホールとニューベドフォードからフェリー便あり）
- オークブラフス港（一年中ファルマスからと、季節によりハイアニス、ナンタケットおよびクォンセットからフェリー便あり）
- フライング・ホーシーズ回転木馬（アメリカで最古の運行している回転木馬）
- サーキット・アベニューおよびアイランド・アンド・ストランド劇場
- キャンプ場、ジンジャーブレッド・コテージとメソジスト聖櫃を含む
- オーシャン・パーク、ハイアワサ・パークおよびビエラ・パーク
- ファームネック・ゴルフコース
- 州立海浜およびインクウェル海浜（映画インクウェルの撮影現場）
- マヌエル・F・コレラス州立森林
- イーストチョップ、イーストチョップ灯台を含む
- イーストビル

### エドガータウン

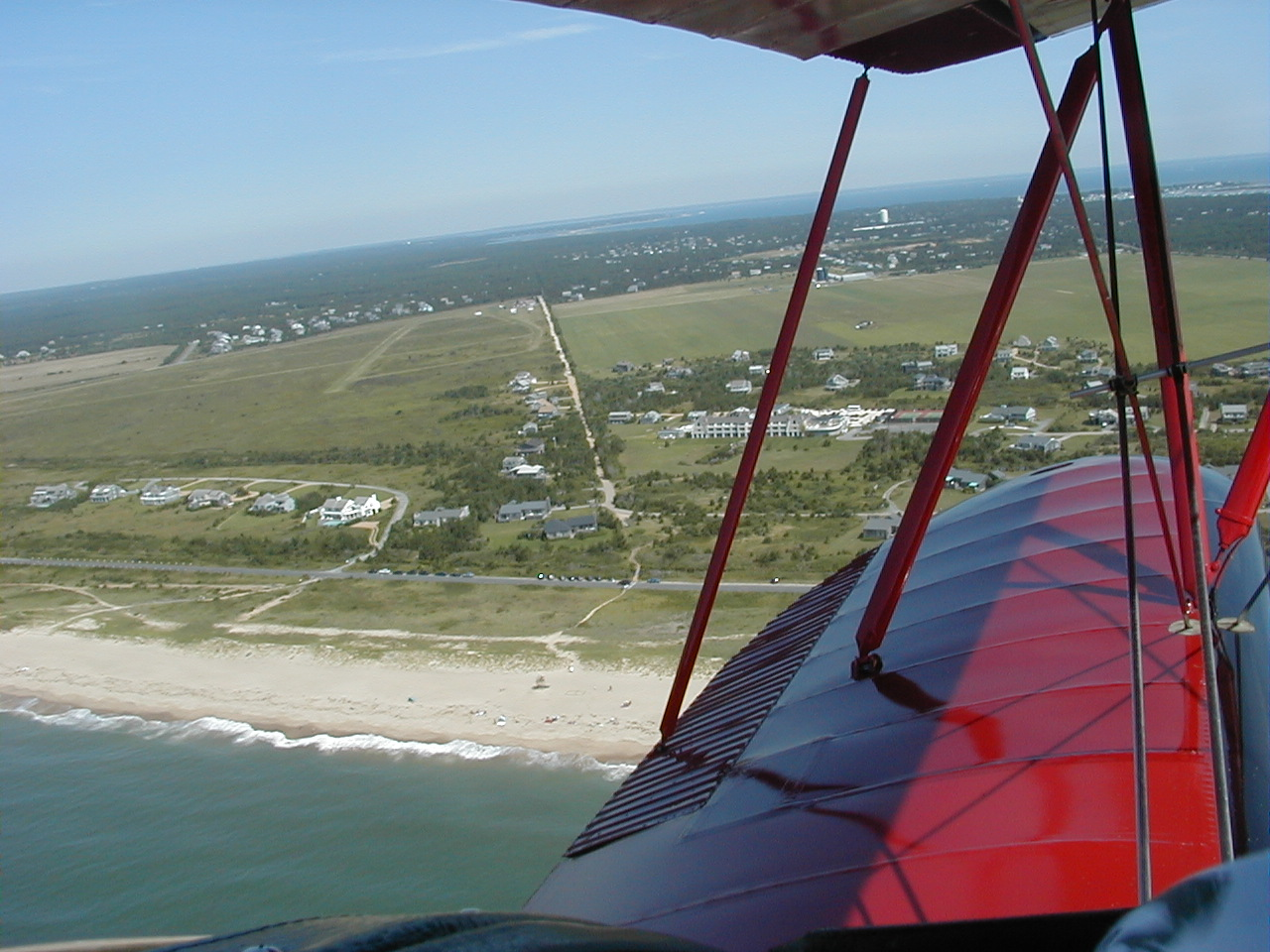
カタマの海岸

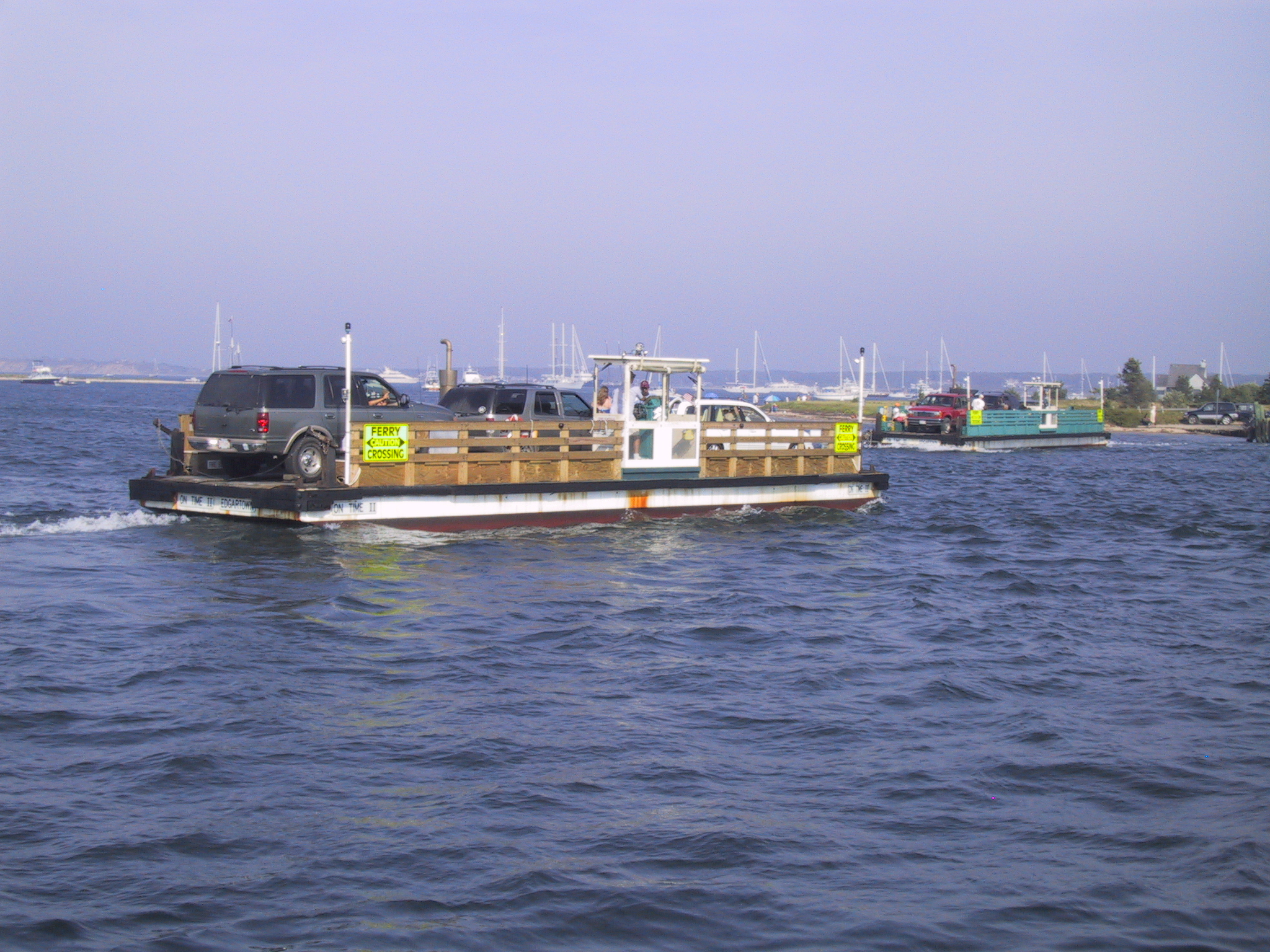
マーサズ・ヴィニヤードとチャパキディック島を2，3分で結ぶフェリー

エドガータウンは古い捕鯨町で、20世紀には夏の搬送や海岸の町として再び浮上した。保存状態の良い捕鯨船船長の家や歴史的な教会など18世紀と19世紀の家が特徴である。
- マーサズ・ヴィニヤード空港
- エドガータウン港およびエドガータウン灯台
- 捕鯨教会、マーサズ・ヴィニヤード歴史保存協会が運営
- フェリックス・ネック野生生物保護区、マサチューセッツ・オーデュボン協会が運営
- カタマ、南海岸とカタマ飛行場を含む
- チャパキディック島、フェリー、ミトイ（日本庭園）、ダイク橋、ワスク、およびケープポージ野生生物保護区とケープポージ灯台を含む

### ウエストティスベリー
- クリスチャンタウン、ヒマラヤスギ・ネック聖域およびメイヒュー礼拝堂を含む
- グランジ・ホール
- アレーズ・ジェネラル・ストア
- ノースティスベリー、ランバートの洞穴（ランバーツコーブ海岸とセツの池を含む）とマコニキー

### チルマーク
- メネムシャ、メネムシャ港（人気のある日没観測地）、メネムシャ池（カヤックの人気スポット）および「スクィドロー」を含む
- ルーシー・ビンセント海岸
- ティスクァム川
- メネムシャ・ヒルズ保護区
- チルマーク・コミュニティ・センター
- ビートルバング・コーナー

### アキンナー（元ゲイヘッド）
- ゲイヘッド断崖
- ゲイヘッド灯台
- ロブスタービル

## 教育
マーサズ・ヴィニヤードはマーサズ・ヴィニヤード教育委員会によって教育が行われている。
6つの町のうち5つがそれぞれの小学校を持っており、アキンナーの住人は一番近いチルマークの小学校に行く。
マーサズ・ヴィニヤード地域高校はオークブラフスにあり、全島から生徒を集めている。
- エドガータウン小学校（8年制）
- ウエストティスベリー小学校（8年制）
- オークブラフス小学校（8年制）
- ティスベリー小学校（8年制）
- チルマーク小学校（5年制）
- マーサズ・ヴィニヤード公営学校（12年制）
- マーサズ・ヴィニヤード地域高校（9年-12年）

## 年中行事

### 全町
- マーサズ・ヴィニヤード　シマスズキおよびアミキリのダービー（9月15日-10月15日）

### チルマーク
- チルマーク・ロードレース（8月）
- チルマーク・フリー・マーケット（のみの市）

### エドガータウン
- 独立記念日パレードおよび花火
- エドガータウンお化け大会
- 12メーター・ヨットレース、エドガータウン・ヨット・クラブ（アメリカスカップに勝ったヨットも登場する）

### ティスベリー
- 大晦日、多くの催しと花火
- ティスベリー・ストリート祭り
- サンタがフェリーにやってくる
- 第4段階プロジェクト（ヴィニヤード劇場）[10]

### オークブラフス
- イルミネーション
- オークブラフス港祭り
- 8月の花火
- オークブラフスお化け大会
- 第2回ジューンティーンス祝賀会、2007年6月23日
- オークブラフス巨大鮫大会
- チリ祭り
- ヒラメのダービー

### ウエストティスベリー
- マーサズ・ヴィニヤード農業祭
- 農夫の市場

## 観光
マーサズ・ヴィニヤードは、首都・ワシントンD.C.やボストン、ボルチモア、ニューヨークといった米国の中枢機能と人口が集中するメガロポリスから比較的近いことや、その快適な夏の気候（めったに32℃を超えることがない）と多くの美しい海岸ゆえに、観光客の目的地として成長してきた。そうした好条件から、歴代の大統領や政財界の著名人等がここで休暇を過ごす様がメディアで報じられることも手伝い、米国のみならず世界的にも知る者が少なくない島となっている。

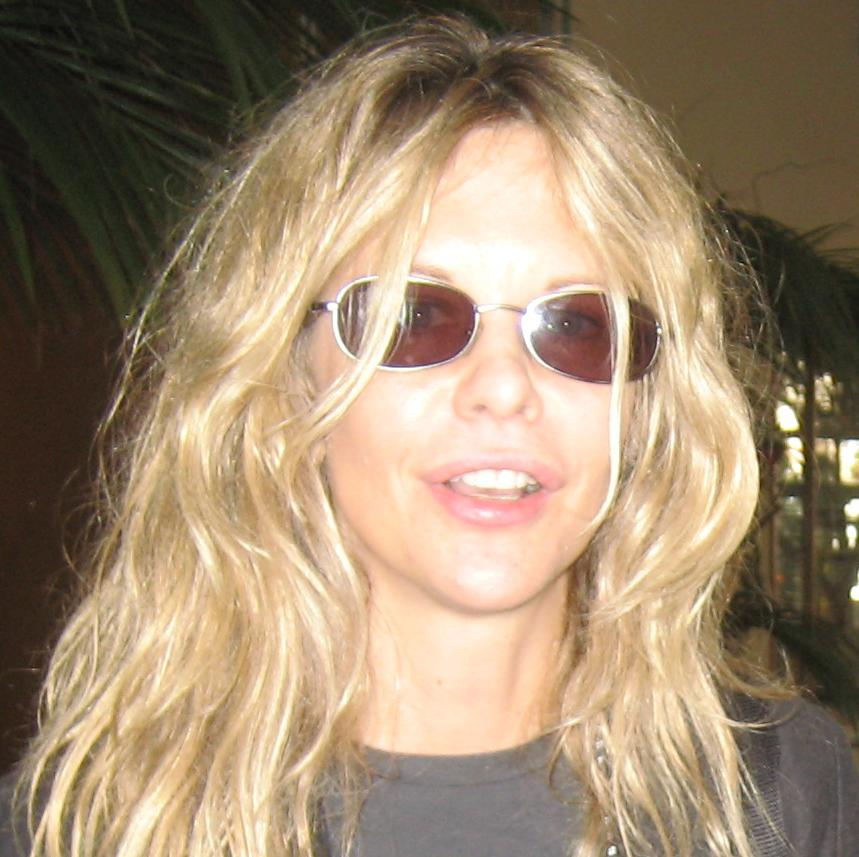
メグ・ライアン、2007年

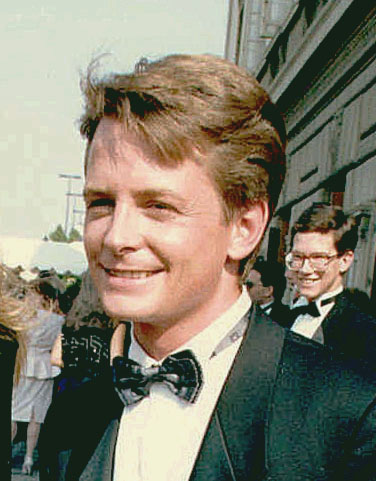
マイケル・J・フォックス

以前は富裕なボストンの船長や交易業者がその交易利益でマーサズ・ヴィニヤードに不動産を造ってきた。今日、マーサズ・ヴィニヤードは、アメリカ東北部の最も有名な避暑地となり、多くの著名人を惹きつけてきた。上にも上げた著名人の他に次のような者がいる。俳優のトム・ウェリング、投資家のウォーレン・バフェット、俳優のジェイク・ジレンホールとマギー・ジレンホールの姉弟、俳優のテッド・ダンソンとメアリー・スティーンバージェン、俳優のピーター・サイモン、写真家のアルフレッド・アイゼンスタット、コメディアンのダン・エイクロイドと女優のドンナ・ディクソン夫妻、映画監督のスパイク・リー、俳優のマイケル・J・フォックス、著述家のウィリアム・F・バックリー、弁護士のアラン・ダーショウィッツ、前上院議員ビル・ブラドリー、歌手のダイアナ・ロス、歌手のビヴァリー・シルズ、コラムニストのアート・ブッフバルト、小説家のドロシー・ウエスト、音楽家のジェイ・Z、新聞社経営者のキャサリン・グレアム、ダイアナ妃、俳優のルーク・ウィルソンとオーウェン・ウィルソン兄弟、俳優のトム・ハンクスおよび女優のメグ・ライアンである。
グラミー賞を受賞した音楽家シェリル・クロウはアルバムの表紙写真をこの島で撮影した。その写真集は彼女のCD (The Very Best of Sheryl Crow) で見ることができる。
マーサズ・ヴィニヤードはアメリカのアフリカ系アメリカ人上流階級の伝統的なリゾートでもある。この島では人種的調和の長い歴史があるために、1世紀以上前から多くの黒人家族がここでの休暇生活を始めた。マーサズ・ヴィニヤードの黒人文化の中心は、オークブラフスであり、多くのアフリカ系アメリカ人著名人が家を所有している。そこの主要海岸はアフリカ系アメリカ人住人によって、映画「インクウェル」に収録された。
この島の6町の年間を通した人口は約15,000人である。夏の間、その人口は10万人の住人と25,000人の短期間観光客で膨れ上がる。最も込み合う週末は7月4日独立記念日の頃である。概して夏季は6月から8月末であり、アメリカの子供たちが夏休みの頃である。マーサズ・ヴィニヤード空港は島と本土の間の定期便で繋がれている。
マーサズ・ヴィニヤードは、トラブルド・ショアズという即興劇を教えたり演じたりする劇団の本部がある。その即興劇一座WIMPは2005年6月に最後の座をもった。10代の即興劇一座IMPersは定期的に公演している。トラブルド・ショアズは夏の演劇祭IMP All Things Theater Campも運営している。マーサズ・ヴィニヤードの唯一の民営劇場は、ヴィニヤード・ヘイブンにあるヴィニヤード劇場である。夏の間、劇場は地域の出し物から国中の俳優が登場するSPT（小職業劇）の企画物に変わる。
マーサズ・ヴィニヤードは、アメリカ公式の指定ブドウ栽培区域であり、ウエストティスベリーにはチカマぶどう園というワイン生産者がいる。
他に人気のある呼び物は毎年オークブラフスで開かれるイルミネーション祭りである。他にはティスベリーのカタマ農園、全米で最古の回転木馬オークブラフスのフライング・ホースなどである。
マーサズ・ヴィニヤードに関する観光情報はMartha's Vineyard Chamber of Commerceで得られる。

## テレビとラジオ
- Plum TV, Ch. 76
- MVY Radio, 92.7 FM
- MV Community Radio, Inc., 低出力FM局 93.7 FM で認可（未開局、で情報を流している）

## 遺伝的聾者と手話
マーサズ・ヴィニヤードにおける遺伝的聾者の高い発生率が報告されてほぼ2世紀になる。島の遺伝的聴覚障害は一人の先祖に遡ることはできないので、移民前のイギリス、ケント州にある地域ウィールドに起源があると考えられている。調査にあたったノラ・グロースは1800年代遅くに、マーサズ・ヴィニヤードで出生した者の155人に1人 (0.7%) が聾者だったと推定しており、この数字は合衆国全体の数字（2,730人に1人、0.04%）の20倍だという。
19世紀遅くに聾者と聴者の結婚は、全聴覚障害者の結婚の65%であったというが、これは全米平均の20%よりかなり高い。20世紀の半ばまでマーサズ・ヴィニヤード・サインランゲージは聾者と同様に聴者にも使われた。このことは、聾者が滑らかに社会に溶け込めることを意味した。
20世紀に観光業が島の経済の基幹となった。しかし、観光の仕事は漁業や農業ほど聾者には向いていなかった。その結果、マーサズ・ヴィニヤードの人々は本土の人々との結婚や移住が進むようになり、島の地域社会はより広い社会の様相に段々と近づいていった。
島の手話の伝統の中で生まれた最後の聾者ケイティ・ウエストは1952年に死去したが、マーサズ・ヴィニヤード・サインランゲージのできる年長者は、手話研究の始まった1980年代まで存命した。